# جو إم. جاكسون
جو إم. جاكسون (بالإنجليزية: Joe M. Jackson)‏ هو ضابط أمريكي، ولد في 14 مارس 1923 في نيونان في الولايات المتحدة، وتوفي في 12 يناير 2019 في واشنطن في الولايات المتحدة.